# Преображение Господне (Жужелица)
„Преображение Господне“ (на сръбски: Храм Преображења Господњег) е възрожденска православна църква във вранското село Жужелица, югоизточната част на Сърбия. Част е от Вранската епархия на Сръбската православна църква.
Църквата е гробищен храм, разположен в северния край на селото. Издигната е в 1896 година на основите на стара църква. Осветена е същата година от митрополит Методий Скопски. За това е свидетелствал надпис над вратата на храма, предаден от Йован Хадживасилевич. Иконостасът в храма е от 1930 година, дело на дебърския майстор Димитър Папрадишки. В 1995 година е издигнат отворен трем и камбанария над него. Цялата църква е реконструирана в 1998 година.